# Handan Sultan

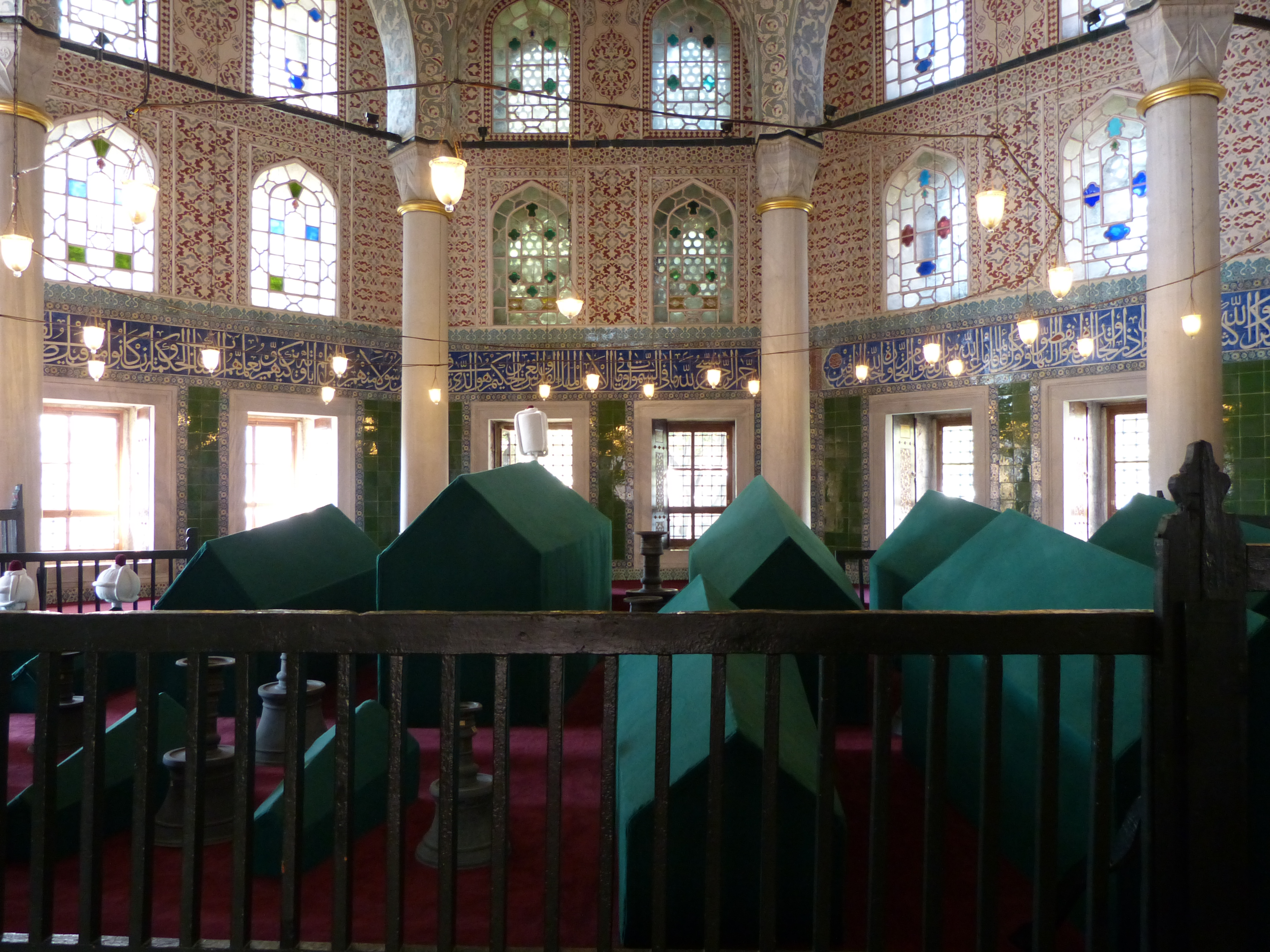
Der Sarkophag der Handan befindet sich in der Türbe Mehmeds III. im Hof der Hagia Sophia.

Handan Sultan (* 16. Jahrhundert im Eyâlet Bosnien; † 9. November 1605 in Istanbul) war eine Gemahlin Mehmeds III. und Valide Sultan unter Sultan Ahmed I.

## Leben
Handan wurde in Bosnien geboren und arbeitete im Haushalt von Cerrah Mehmed Pascha, dem Beylerbey des Eyâlet Rumelien und dessen Ehefrau Gevherhan Sultan, einer Tochter von Sultan Selim II. Mehmed Pascha war im Jahr 1582 Beschneider (cerrah) von Mehmed III., daher bestand eine enge Bekanntschaft zum Prinzen. Als Prinz Mehmed im Jahr 1583 zum Sandschakbey von Saruhan (heute Manisa) bestellt wurde, stellten ihm Mehmed Pascha und Gevherhan Sultan bei seiner Abreise Handan vor und schenkten ihm die bosnische Sklavin. Als Mehmed nach dem Tod seines Vaters 1595 den Thron bestieg, kam Handan mit ihm nach Istanbul. Gemeinsam mit Mehmed III. hatte Handan fünf Kinder: Şehzade Sultan Selim (1585–1597), Şehzade Sultan Süleyman (* 1586, als Kind gestorben), Şehzade Ahmed und zwei Töchter.

### Valide Sultan
Als Ahmed nach dem Tod seines Vaters Mehmed III. am 22. Dezember 1603 den Thron bestieg, wurde Handan zur Valide Sultan. Als Mutter des neuen Sultans bekam sie eine tägliche Apanage von 1.000 Asper. Bald nach seiner Nachfolge wollte Ahmed Mehmed Pascha und Gevherhan Sultan für die Rolle danken, die sie bei der Zusammenführung seiner Eltern gespielt hatten. Doch Cerrah Mehmed Pascha war zu diesem Zeitpunkt schon alt und krank und starb am 9. Januar 1604. Ahmed ehrte daher die Frau des verstorbenen Paschas und benannte eine seiner Töchter nach ihr.
Als Mitregentin war Handan zusammen mit Ahmeds Lehrer Mustafa Efendi († 1607/08) aktiv an den Regierungsgeschäften und den Palastangelegenheiten beteiligt. Während Ahmed viel Zeit außerhalb des Palastes mit der Jagd oder bei Inspektionen im Reich verbrachte, leitete Handan die Regierungsgeschäfte als Regentin.
Handan knüpfte bald ein enges Netzwerk von Unterstützern und bevorzugte Bosnier am Hof ihres Sohnes. Sie überzeugte Ahmed, den bosnischstämmigen Yavuz Ali Pascha zum Großwesir zu ernennen und pflegte eine enge Beziehung zu ihm, insbesondere in den ersten kritischen Monaten von Ahmeds Regierungszeit. Im Frühjahr 1604 befahlen sie und Mustafa Efendi Yavuz Ali Pascha, das Kommando in Ungarn zu übernehmen. Im August 1604 befahl Ahmed die Hinrichtung des stellvertretenden Großwesirs Kasim Pascha und im Januar 1605 seines Nachfolgers Sarıkçı Mustafa Pascha. In beiden Fällen wurde seine Entscheidung von Handan Sultan und Mustafa Efendi gebilligt und ermutigt. Die beiden versuchten, den Hof zu befreien von Getreuen der ehemaligen Valide Sultan Safiye, die Handan schon wenige Wochen nach der Thronbesteigung Ahmeds vom Hof verbannt hatte.
Aufgrund des Einflusses von Handan Sultan auf ihren Sohn ersetzte der Bosniake Derwisch Mehmed Pascha Bayram Agha im Sommer 1604 als Bostancıbaşı des Hofes. Dank Handans kontinuierlicher Unterstützung gelang es ihm, ein enger Vertrauter und „Beschützer“ von Ahmed zu werden. 1606 wurde er schließlich Großwesir.
Handan Sultan fungierte auch als Vermittlerin zwischen ihrem Sohn und anderen Regierungsbeamten. Jeder Wesir, der mit Ahmed kommunizieren wollte, musste zuerst eine Petition bei ihr einreichen.

### Krankheit und Tod
Der Gouverneur des Eyâlet Ägypten Sinanpaşaoğlu Mehmed Pascha, der im November 1598 die Tochter von Piyale Pascha und Gevherhan Sultan heiratete und so eng mit Handan verbunden war, sollte die Celali-Aufstände niederschlagen. Seine Maßnahmen erwiesen sich jedoch als unwirksam und er verhielt sich so unangemessen, dass er den Verdacht erweckte, selbst ein Rebell geworden zu sein. Er wurde abgesetzt und eingekerkert, mit Handans Eingreifen wurde ihm vom Sultan aber vergeben. Er kehrte nach Istanbul zurück und nahm seine Aufgaben als Wesir auf, wurde jedoch am 20. August 1605 hingerichtet. Handan, die zu diesem Zeitpunkt bereits krank war, war von der Wende der Ereignisse so schockiert, dass sich ihr Zustand Berichten zufolge verschlechterte.
Sie starb am 9. November 1605 im Topkapı-Palast nach längerer Krankheit und wurde neben ihrem Ehemann in seinem Mausoleum in der Hagia-Sophia-Moschee in Istanbul beigesetzt. Ahmed verschob seine Abreise aus Istanbul im Feldzug gegen die Celali-Revolten nicht, obwohl die Wesire auf der üblichen Trauer von sieben Tagen bestanden. Nach Handans Tod wurde Haci Mustafa Agha, der oberste Eunuch des kaiserlichen Harems während Ahmeds Regierungszeit, die höchste Autorität im Harem.
Handan Sultan gründete eine Stiftung für die Instandhaltung des Grabes ihres Mannes Mehmed III. und für die Gehälter seiner Angestellten. Sie gründete außerdem religiöse Stiftungen in Kütahya, Menemen und Kilizman.

## In der Populärkultur
In Fernsehserie Muhteşem Yüzyıl: Kösem wird Handan Sultan von der türkischen Schauspielerin Tülin Özen gespielt.